# 李尹馨
李尹馨（1979年4月26日—2005年11月18日），生于韩国，韩国首富、三星集团会长李健熙之幺女，生前是韩国最富有的女性之一。2005年11月18日，李尹馨在纽约曼哈顿东村的阿斯特广场公寓自杀身亡，得年26岁。

## 生平
李尹馨于1979年4月26日出生在韩国，父亲为三星集团时任物产副会长李健熙，母亲名为洪罗喜。她有一个哥哥李在鎔和两个姐姐李富真和李叙显，是父母四个孩子中最年幼的。她毕业于首尔梨花女子大学，获得法语和法语文学的文学士学位，研究生的第一年就读于纽约大学的斯坦哈特文化，教育和人类发展学院。
工作之余，她十分热衷于赛车和一些极限运动。她还建立了个人博客，向人们展示她的日常生活，该博客在韩国非常受欢迎，但最终因访问人数过多及媒体舆论等因素，她不得不关掉了个人主页。
据一韩国分析网站称，截至2003年，李尹馨拥有1.91亿美元的三星股份。

## 逝世
2005年11月21日，三星电子北美总部在新闻发布会上宣布，李尹馨18日遭遇“致命”车祸，第二天凌晨已处于“医学死亡”状态。然而《纽约时报》26日报道说，纽约警方没有记载任何与李尹馨有关的交通事故。后警方报告称，19日凌晨3时，她的男友和几个朋友发现其自縊於曼哈顿一处公寓中。据纽约市法医处的验尸报告，李尹馨是用半截电线上吊，死亡时间是18日晚上。
11月22日清晨，李尹馨遗体火化，骨灰被运回韩国。24日，李家在爱宝乐园附近的祖茔举行了葬礼。自9月底以来一直逗留在美国的李健熙夫妇并没有出席女儿葬礼。
有消息称李允馨在去纽约留学前，与男友结婚一事遭家庭反对，她因此患上非常严重的忧郁症。而此前，她却被公认为是李家最开朗的一个。三星总部一名不具名的官员告诉韩国联合通讯社记者：“据我所知，李尹馨在韩国的时候是个快乐活泼的女孩，但情场失意后，独自前往美国求学，在此期间一直非常寂寞。她的自杀可能与不适应留学生活有密切关系”。
李尹馨去世时的个人财富超过了1.57亿美元。